# Dieter Brodtmann
Dieter Brodtmann (* 7. April 1934 in Hannover) ist ein deutscher Sportpädagoge und Hochschullehrer.

## Leben
Brodtmann betrieb als Sportler Leichtathletik und war 1951 einer der Gründer der Leichtathletikabteilung des MTV Elze.
Er schloss seine Schulbildung 1954 mit dem Abitur ab und absolvierte dann an der Pädagogischen Hochschule Göttingen ein Lehramtsstudium mit Schwerpunkt Leibeserziehung. Von 1957 bis 1962 war er in Northeim und Göttingen im Schuldienst (Volksschule) tätig, 1962 trat er an der Pädagogischen Hochschule Göttingen eine Stelle als Pädagogischer Assistent im Fach Leibeserziehung an. Neben dieser Tätigkeit, welche er bis 1965 innehatte, studierte Brodtmann Erziehungswissenschaft, Soziologie und Völkerkunde an der Georg-August-Universität Göttingen. Dieses Zweitstudium schloss er 1968 ab. Bereits seit 1965 war er Geschäftsführer der Konferenz der Pädagogischen Hochschulen in der Bundesrepublik Deutschland sowie des Senats der Pädagogischen Hochschule Niedersachsen in Hannover. 1968 nahm Brodtmann an der Pädagogischen Hochschule Göttingen seine Arbeit als Praktikumsleiter im Fach Sport auf.
Von 1969 bis 1972 war Brodtmann Hochschullehrer für Didaktik der Leibeserziehung im Fachbereich Erziehungswissenschaft der Universität Hamburg und trat 1972 an der Pädagogischen Hochschule Niedersachsen in Hannover eine Professorenstelle für Sporterziehung an und war nach der Überführung der Hochschule in die Technische Universität Hannover (später in Leibniz Universität Hannover umbenannt) am dortigen Institut für Sportwissenschaft als Professor tätig. 1976 war er Gründungsmitglied der Deutschen Vereinigung für Sportwissenschaft. Brodtmann war ebenfalls an der Gründung der „Zeitschrift für Sportpädagogik“ (ab 1979 Zeitschrift „Sportpädagogik“) beteiligt und 23 Jahre lang Mitherausgeber des Blattes. Brodtmann lehrte und forschte bis zu seinem Übertritt in den Ruhestand im Jahr 2001 an der Leibniz Universität.
Zu seinen wichtigsten Veröffentlichungen gehört das Buch „Sportunterricht und Schulsport. Ausgewählte Themen der Sportdidaktik“, welches 1979 erschien. Neben dem Sportunterricht gehörten auch der außerunterrichtliche Schulsport (beispielsweise bei Sportfesten), Gesundheitserziehung, Bewegungsspiele Alterssport sowie Sportunterricht und Körpererziehung in der Deutschen Demokratischen Republik zu seinen Forschungsschwerpunkten.